# Tittabawassee River
Der Tittabawassee River ist ein 116 km langer Fluss im US-Bundesstaat Michigan. Er entwässert ein Areal von 6400 km². Der mittlere Abfluss am Pegel USGS 04156000 bei Midland beträgt 47,6 m³/s.

## Verlauf
Der Tittabawassee River entsteht im Gladwin County am Zusammenfluss seiner beiden Quellflüsse East Branch und Middle Branch Tittabawassee River. Knapp 7 Kilometer stromabwärts wird der Fluss zum Second Lake aufgestaut. Der Tittabawassee River strömt in überwiegend südlicher Richtung.
An seinem Flusslauf liegen noch die Stauseen Smallwood Lake, Lake Wixom und Sanford Lake.
Bei der Ortschaft Sanford wendet er sich in Richtung Südsüdost. In Midland mündet der Chippewa River von rechts in den Fluss. Am linken Flussufer, kurz vor der Vereinigung mit dem Shiawassee River zum Saginaw River, liegt der südliche Stadtrand von Saginaw.

## Natur und Umwelt
Im November 2006 wurde festgestellt, dass Dow Chemical in Midland dioxinhaltige Abwässer in den Tittabawassee River leitete. Entsprechend waren die Fische im Unterlauf des Tittabawassee River und des Saginaw River mit den Umweltgiften belastet.
Am 19. Mai 2020 brachen nach heftigen Regenfällen der Edenville- und der Sanforddamm. Dadurch wurde die stromabwärts gelegene Stadt Midland überflutet. Etwa 10.000 Menschen mussten ihre Häuser verlassen.